# ايزلورث

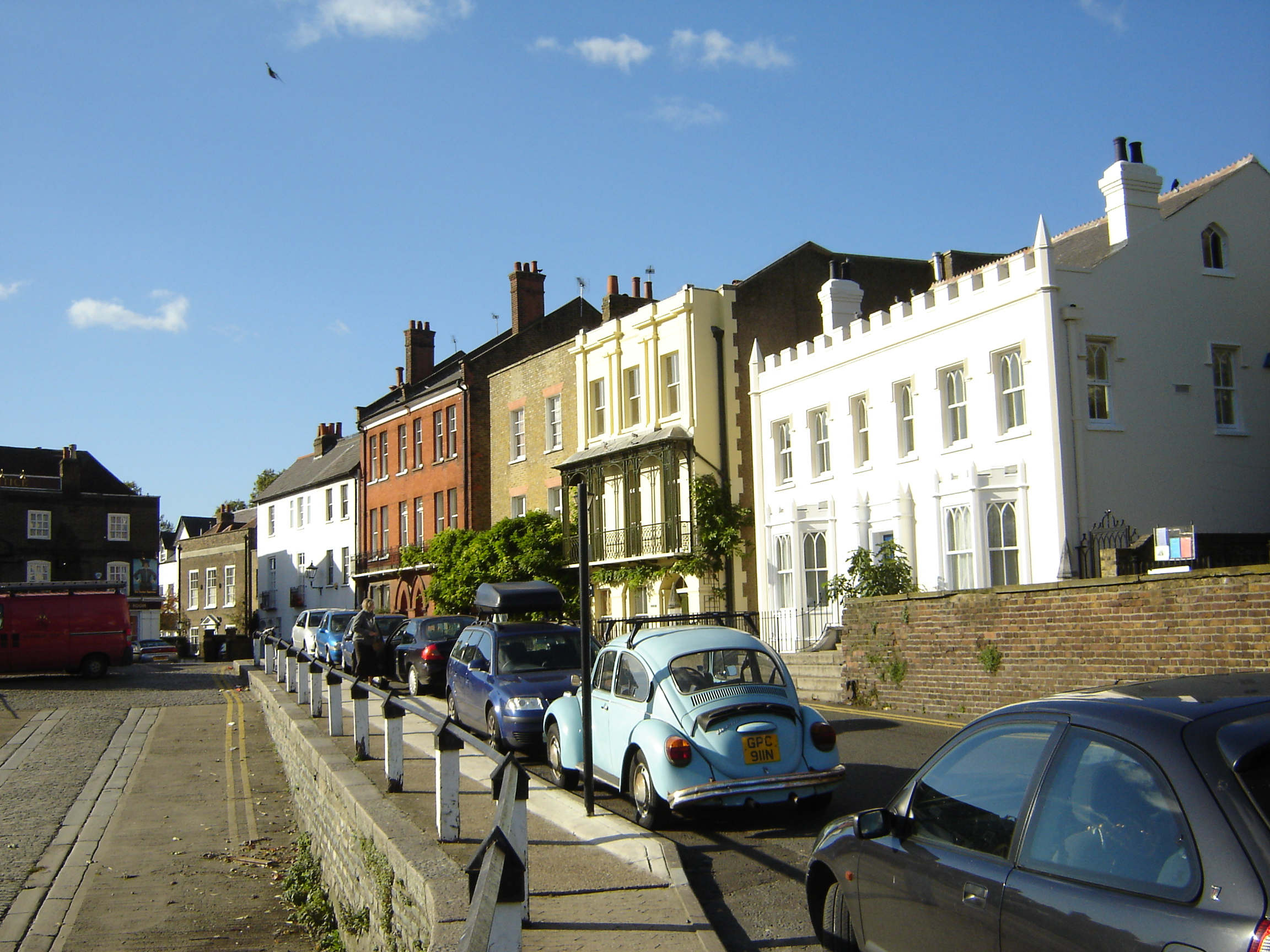
الشطر القديم من منطقة أيزلورث

ايزلورث (الإنكليزية,Isleworth), أحد مناطق هونسلو في منطقة غرب لندن.تحمل هذه المنطقة الرمز البريدي (البوست كود) TW7.

## أعلام
- جون مارشال
- تومي هيغينسون
- غوردون كامبل
- هيربي فلاورز
- ديف بروك
- مايكل مانسيان
- تيد برايس
- فينس تايلور